# Карлтон (Мічиган)
Карлтон (англ. Carleton) — селище (англ. village) в США, в окрузі Монро штату Мічиган. Населення — 2326 осіб (2020).

## Географія
Карлтон розташований за координатами 42°3′26″ пн. ш. 83°23′23″ зх. д. / 42.05722° пн. ш. 83.38972° зх. д. (42.057195, -83.389838).  За даними Бюро перепису населення США в 2010 році селище мало площу 2,57 км², уся площа — суходіл.

## Демографія
Згідно з переписом 2010 року, у селищі мешкало 2345 осіб у 953 домогосподарствах у складі 631 родини. Густота населення становила 913 особи/км².  Було 1048 помешкань (408/км²).
Расовий склад населення:
| - 96,7 % — білих - 0,7 % — азіатів - 0,5 % — корінних американців - 0,2 % — чорних або афроамериканців - 0,1 % — вихідців з тихоокеанських островів |

До двох чи більше рас належало 1,7 %. Частка іспаномовних становила 2,0 % від усіх жителів.
За віковим діапазоном населення розподілялося таким чином: 25,0 % — особи молодші 18 років, 63,0 % — особи у віці 18—64 років, 12,0 % — особи у віці 65 років та старші. Медіана віку мешканця становила 37,2 року. На 100 осіб жіночої статі у селищі припадало 98,6 чоловіків;  на 100 жінок у віці від 18 років та старших — 93,8 чоловіків також старших 18 років.
Середній дохід на одне домашнє господарство  становив 60 145 доларів США (медіана — 45 588), а середній дохід на одну сім'ю — 69 041 долар (медіана — 62 723). Медіана доходів становила 42 059 доларів для чоловіків та 45 000 доларів для жінок. За межею бідності перебувало 13,3 % осіб, у тому числі 17,3 % дітей у віці до 18 років та 9,6 % осіб у віці 65 років та старших.
Цивільне працевлаштоване населення становило 1060 осіб. Основні галузі зайнятості: виробництво — 22,6 %, освіта, охорона здоров'я та соціальна допомога — 17,4 %, науковці, спеціалісти, менеджери — 12,5 %, роздрібна торгівля — 10,9 %.